# Puchar Świata w kombinacji norweskiej 2008/2009
Sezon 2008/2009 Pucharu Świata w kombinacji norweskiej rozpoczął się 29 listopada 2008 w fińskiej Ruce w Gundersenie, zaś ostatnie zawody z tego cyklu odbyły się 15 marca 2008 w norweskim mieście Vikersund. Konkursy zaplanowane na 13 i 14 grudnia w Libercu zostały odwołane z powodu niemożliwości przygotowania skoczni i tras biegowych ze względu na wysokie temperatury i brak śniegu.
Puchar Świata rozegrany został w 7 krajach i 11 miastach, na dwóch kontynentach (europejskim oraz w Ameryce Północnej). Najwięcej konkursów rozegranych zostało w Finlandii, Norwegii oraz w Niemczech – po 4 konkursy.
Obrońcą tytułu był Niemiec Ronny Ackermann, a najważniejszą imprezą sezonu Mistrzostwa Świata w Narciarstwie Klasycznym 2009 w Libercu, w Czechach.
Kryształową Kulę zdobył po raz pierwszy Fin Anssi Koivuranta. Wyprzedził on o 111 punktów Norwega Magnusa Moana i o 301 oczka Amerykanina Billa Demonga. W Pucharze Narodów najlepszą drużyną zostali Niemcy.

## Przebieg rywalizacji

### Konkursy w Skandynawii
Ruka

Sezon rozpoczął się w Ruce. W pierwszym konkursie najlepszym zawodnikiem na skoczni okazał się reprezentant gospodarzy Janne Ryynänen. Drugi był Anssi Koivuranta, a na trzecim miejscu uplasował się Ronny Ackermann, który podczas biegu dogonił obydwu Finów, a na czwartej pętli (po 6 kilometrze trasy) wyszedł na prowadzenie, którego nie oddał do końca wyścigu. Na czwartym miejscu uplasował się Czech Pavel Churavý dla którego to był trzeci konkurs w którym uplasował się w pierwszej dziesiątce. W drugim konkursie najlepsi biegacze nie poradzili sobie w jednej serii skoków, co spowodowało duże straty. Lider kwalifikacji generalnej Ackermann zajmował 17. miejsce ze stratą ponad trzech minut do zwycięzcy konkursu skoków Japończykiem Daito Takahashi. W biegu Azjata nie utrzymał prowadzenia i ostatecznie zajął trzecie miejsce. Zwycięzcą okazał się Anssi Koivuranta, który po skoku był trzeci. Na drugim stopniu podium uplasował się rówieśnik Anssiego, Ryynänen.
 Trondheim

Trzeci konkurs sezonu odbył się w Trondheim. W pierwszym konkursie najlepiej na skoczni spisał się David Zauner, tuż za nim znajdował się lider Pucharu Świata Koivuranta. Skoki stały na wyższym poziomie niż Finlandii. Tylko siedmiu zawodników startowało z tzw. „fali” (na 54 zawodników). Na trasie biegowej Zauner nie zaprenentował się dobrze i szybko oddał prowadzenie Koivurancie. Chwilę później utworzyła się sześcioosobowa grupa pościgowa za Finem, która dogoniła go na 7 kilometrze. Od tego momentu trwały zmiany na trasie. Prowadził Moan, Demong. Do ostatecznej walki przyłączyli się również Niemcy Ronny Ackermann i Eric Frenzel oraz Jason Lamy Chappuis. Zwycięzcą okazał się reprezentant gospodarzy Magnus Moan, który wyprzedził Francuza Lamy-Chappuis oraz Koivurantę, który na ostatniej prostej wyprzedził Demonga. W drugim konkursie bez konkurencyjny okazał się Koivuranta, który prowadził już po konkursie skoków, a podczas biegu na 10 kilometrów tylko dokończył dzieła, zwyciężając nad Kircheisenem. Było to pierwsze podium dla tego zawodnika od roku. Jako trzeci zawody ukończył Jason Lamy Chappuis, dla którego był to pierwszy weekend w karierze w którym znalazł się dwukrotnie na podium Pucharu Świata.

### Konkursy w Europie Centralnej
Liberec

Zaplanowane na 13 i 14 grudnia 2008 roku zawody w Libercu, zostały odwołane z powodu wysokich temperatur i braku śniegu.
 Ramsau

Po przerwie spowodowanej niekorzystnymi warunkami atmosferycznymi w Czechach, kombinatorzy norwescy przenieśli się do Ramsau, gdzie odbyły się dwa konkursy. Po raz pierwszy w sezonie skoki odbyły się na skoczni o punkcie konstrukcyjnym 90 metrów. W pierwszym konkursie na skoczni prowadził reprezentant gospodarzy Wilhelm Denifl. Tuż za nim znajdował się Amerykanin Bill Demong, który starł się głównym kandydatem do zwycięstwa konkursie. Demong jako, że jest dobrym biegaczem, szybko odrobił stratę do Austriaka i wypracował sobie trzydziestosekundową przewagę na mecie. Na drugim stopniu podium znalazł się Björn Kircheisen, zaś na najniższym stopniu podium znalazł się Jan Schmid, który po raz pierwszy stanął na podium Pucharu Świata. Podczas drugiego konkursu mimo kłopotów z konkursem skoków udało się rozegrać zawody. Na skoczni po raz kolejny najlepszy okazał się David Zauner i po raz kolejny nie znalazł się w czołówce na końcu zawodów (tym razem był 16.). Za Austriakiem znaleźli się reprezentanci Finlandii. Lauri Asikainen był drugi, a trzeci lider Pucharu Świata Anssi Koivuranta. Podczas biegu jedynym zawodnikiem z czołówki po skokach, który utrzymał się w czołówce podczas biegu został Koivuranta. Jednak to nie on na finiszu walczył o zwycięstwo. Zwycięzcą został Björn Kircheisen, który o 0,3 sekundy wyprzedził Demonga oraz o 0,5 sekundy Lamy-Chappuis.

### Grand Prix Niemiec
Oberhof

Pierwszy konkurs w Oberhofie odbył się dzień po świętach Bożego Narodzenia. Konkurs był pierwszym zaliczanym do Grand Prix Niemiec. Podczas serii skoków najdalej skoczył lider Pucharu Świata Koivuranta, który wyprzedził o trzy punkty Lamy-Chappuis oraz Rosjanina Siergieja Maslennikowa. Ten jednak nie wytrzymał trudu biegu i spadł aż na siedemnastą pozycję. Na podium znaleźli się Magnus Moan, który wyprzedził na finiszu Amerykanina Todda Lodwicka oraz Koivurantę, który przez połowę dystansu był na czele. Ostatecznie po nietrafionej taktyce przegrał z ww. zawodnikami. Drugi konkurs trochę się przedłużył dzięki konkursowi skoków w którym po większości słabych skokach zawodników postanowiono podwyższyć rozbieg na skoczni. Ostateczni najlepszym skoczkiem okazał się David Zauner, który skoczył 135 metrów i wyprzedził aż o 10 metrów lidera Pucharu Świata – Koivurantę. Austriak miał nad Finem minutę i sekundę przewagi, jednak i tak to nie wystarczyło do utrzymania pierwszej pozycji, a nawet miejsca na podium. Podczas biegu Zauner szybko tracił przewagę wywalczoną na skoczni i na prowadzenie wyszło dwóch ścigających go zawodników (wcześniej wymieniany Koivuranta oraz Lodwick). Przez drugą część rywalizacji zawodnicy biegli razem nie forsując tempa. Na ostatnim okrążeniu (ostatnie 2 kilometry) zaatakował Fin i to on wygrał trzecie zawody w sezonie. Drugie miejsce zajął Lodwick, zaś na najniższym stopniu podium stanął Jason Lamy Chappuis, który stracił do zwycięzcy prawie piętnaście sekund.
 Schonach im Schwarzwald

Pierwszy konkurs nowego 2009 roku odbył się 3 stycznia. Na obiektach w Schonach odbyły się zawody drużynowe – pierwsze od mistrzostw świata w Sapporo. Na skoczni najlepsi okazali się Niemcy, którzy wyprzedzili Austriaków oraz Finów. Najdalszy skok oddał Mario Stecher, który jako jedyny przekroczył granicę stu metrów, skacząc 101 metrów. Na starcie biegów Niemcy mieli trzy sekundy przewagi nad Austrią i siedem nad Finami. Wróżyło to wyrównaną rywalizację i tak było przez pierwszy odcinek trasy, po którym te trzy reprezentacje znajdowały się w małych odstępach czasowych. W dalszym ciągu konkursu najpierw odpadli Finowie (podczas drugiej zmiany), a następnie Austriacy (na trzeciej zmianie) i na linii mety najlepsi okazali się Niemcy w składzie: Hettich, Frenzel, Kircheisen, Edelmann. Na drugim stopniu podium stanęli Norwegowie, dzięki świetnemu biegu Moana na ostatniej zmianie, a na najniższym stopniu podium znaleźli się zawodnicy z Austrii. Kolejne miejsca zajęły reprezentacje: Finlandii, Francji, USA, Japonii, Czech, Szwajcarii, Włoch i Rosji. ogółem wystartowało 11 sztafet. Dzień później odbył się konkurs indywidualny. Bezkonkurencyjny okazał się już po raz czwarty w tym sezonie Anssi Koivuranta, który najpierw najdalej skoczył, a następnie podczas biegu tylko utrzymywał przewagę jaką uzyskał na skoczni. Za plecami Koivuranty trwała zacięta walka o miejsca na podium. Kolejność na mecie ustalił finisz w którym uczestniczyło czterech zawodników. Linię mety kolejno przekroczyli: Bill Demong, Björn Kircheisen, Mario Stecher, który był drugi po skokach oraz Edelmann.

### Zawody we Włoszech, Kanadzie i Francji
Val di Fiemme

Pierwszy konkurs we Włoszech odbył się w dosyć rzadkiej formule. Rozegrano zawody ze startu masowego, czyli najpierw zawodnicy wystartowali na trasie biegowej, a następnie skakali na skoczni. Najlepszy w biegu okazał się Magnus Moan, który wyprzedził Niemców Kircheisena oraz Haseneya. Nieoczekiwanie biegu nie ukończył lider Pucharu Świata – Koivuranta. Fin słabo biegał i zszedł z trasy. Widząc szansę zbliżenia się w klasyfikacji generalnej do Koivuranty, czołowi zawodnicy rozegrali konkurs skoków. Najlepszy kolejny raz okazał się Zauner, ale nie on walczył w czołówce... Zwycięzcą został Kircheisen, który skoczył 123 metry i wyprzedził Demonga o 1,5 punktu. Miejsce trzecie na podium zajął Jan Schmid. Drugiego dnia rozegrano już kombinację w sposób klasyczny (najpierw skoki, później biegi). Najlepszy rezultat na skoczni uzyskał Ronny Ackermann, który był zdecydowanym faworytem do zwycięstwa w konkursie, mając około minuty przewagi nad największymi rywalami. Niemiec jednak nie utrzymał prowadzenia i ostatecznie zajął piąte miejsce. Zwycięzcą stał się Magnus Moan, który wyprzedził o niecałe cztery sekundy finiszujących Schmida oraz Churavýego. Dla Czecha było to pierwsze podium od 2002 roku. Na skoczni nie pokazał się Koivuranta, dzięki czemu zwycięzca zmniejszył stratę do Fina do 88 oczek.
 Whistler

Po raz czwarty w historii, a pierwszy od 1994 roku Puchar Świata w kombinacji norweskiej zawitał do Kanady. Ostatni raz wtedy wygrał zawodnik ze Szwajcarii – Hippolyt Kempf. Podczas pierwszego dnia zawodów najlepszy na skoczni był Koivuranta, który wyprzedził nieoczekiwanie Billa Demonga, który w tej sytuacji stał się głównym kandydatem do zwycięstwa w konkursie. Jak się okazało na trasie biegowej Demong wyprzedził Koivurantę w połowie trasy i został zwycięzcą. Trzeci był Björn Kircheisen, który na finiszu wyprzedził Mario Stechera. Nazajutrz zawodnicy kolejny raz wystartowali na skoczni olimpijskiej w Whistler. Najdalej skoczył ponownie Anssi Koivuranta, który skoczył na odległość 140 metrów. Był to zaledwie o 0,5 metra krótszy skok od najdalszego w historii tej skoczni. Drugi pod względem długości skok oddał Stecher, który skoczył 3,5 metra krócej od Fina. Na trasie biegowej przez dłuższy czas prowadził Koivuranta, jednak tuż przed metą dogoniła go grupa pościgowa. Znajdował się w niej Magnus Moan, który zwyciężył Kircheisena i Demonga, którzy finiszowali obok siebie.
 Chaux-Neuve

Dwa tygodnie po powrocie zza oceanu kombinatorzy norwescy startowali we francuskiej miejscowości Chaux-Neuve. Po raz pierwszy od sześciu lat Puchar Świata odbył się we Francji. Konkurs skoków odbył się na skoczni K90. W pierwszym konkursie na skoczni, przy słonecznej alpejskiej pogodzie najlepszy okazał się ponownie Koivuranta (skoczył 96,5 metra), który wyprzedził reprezentanta gospodarzy Jasona Lamy-Chappuis (94,5 m). Daleko znalazł się Magnus Moan, który na starcie biegu tracił do Koivuranty 1 minutę i 48 sekund. Mimo tak dużej straty Norweg odrobił stratę do Anssiego i wygrał konkurs wyprzedzając Fina o prawie dziesięć sekund. Na trzecim miejscu podium stanął Niemiec Björn Kircheisen. Na drugi dzień pogoda we Francji się pogorszyła, ale i tak na skoczni najlepszy okazał się Koivuranta. Tym razem utrzymał swoją przewagę nad rywalami i został zwycięzcą zawodów. Drugi był Austriak Christoph Bieler, a na najniższym stopniu podium znalazł się Moan. Bardzo dobrze w obu konkursach spisał się Słoweniec Mitja Oranič, który najpierw zajął dwunaste, a drugiego dnia jedenaste miejsce. Są to najlepsze miejsca tego zawodnika w jego karierze w Pucharze Świata.

### Lutowe starty w Austrii i Niemczech
Seefeld

Nie bez kłopotów odbyły się zawody w Seefeld. W pierwszym dniu zawodów najlepszym okazał się reprezentant gospodarzy – Mario Stecher. Był to pierwszy wygrany konkurs tego zawodnika od prawie czterech lat. Drugi na mecie zameldował się rodak Stechera Lukas Klapfer, zaś na najniższym stopniu podium uplasował się Jan Schmid. Słaby start zaliczył lider Pucharu Świata – Anssi Koivuranta, który zajął trzynaste miejsce. Drugiego dnia zawody rozegrano z problemami. Mocny wiatr spowodował, iż seria skoków nie została rozegrana. Ostatecznie do konkursu zaliczono treningowe skoki zawodników, które odbyły się dwa dni wcześniej. Najbardziej zadowolony z tego rozwiązania mógł być zadowolony David Zauner, który uzyskał najlepszy wynik (97 m). Drugi był Koivuranta, a trzeci Stecher. Na trasie biegowej najlepszym został Magnus Moan, który wyprzedził o niecałe cztery sekundy zwycięzcę poprzednich zawodów oraz Koivurantę.
 Klingenthal

W Niemczech również nie udało się rozegrać konkursu skoków. Tym razem w pierwszym konkursie zawodnicy nie mogli wystartować. Tym razem zaliczono skoki z poprzedniego dnia. Najlepiej spisał się Anssi Koivuranta, który skoczył 142 metry. Drugi Asikainen skoczył zaledwie 131,5 metra w wyniku czego lider Pucharu Świata miał ponad minute przewagi nad swoim rodakiem i był zdecydowanym faworytem do zwycięstwa. Jak się okazało Anssi utrzymał prowadzenie, ale drugi Moan stracił do Fina nieco ponad 15 sekund. Trzeci Jan Schmid stracił już ponad minutę do zwycięzcy. W niedzielę zawodnicy już mogli skakać. Jednak zmienny wiatr spowodował dużą amplitudę wyników skoków. Najlepszym został Pavel Churavý, który skoczył 142 metry. Dwóch zawodników skoczyło dalej: Zauner oraz Koivurata przeskoczyli 138 metr, jednak pierwszy obaj nie ustali swoich skoków. Czechowi nie udało się obronić pierwszej pozycji. Najpierw wyprzedził go Jason Lamy Chappuis, a następnie Bill Demong. Zwyciężył Amerykanin, który wyprzedził Francuza o 0,6 sekundy. Churavý zajął trzecie miejsce. Po tych zawodach nastąpiła trzytygodniowa przerwa w Pucharze Świata. W tym czasie zawodnicy walczyli o medale podczas Mistrzostw Świata.

### Powrót do Skandynawii
Lahti

Pierwszymi zawodami po mistrzostwach świata były konkursy w Lahti. Pierwszego dnia najlepszym na skoczni został Anssi Koivuranta, który wyprzedził Jasona Lamy-Chappuis oraz Janne Ryynänena. Czołówka zawodów była bardzo wyrównana o czym może świadczyć fakt, iż w pierwszej szóstce różnice wynosiły 4,8 punktu, czyli 19 sekund na trasie biegu. Tutaj najlepiej spisał się Bill Demong, który po skokach był szósty, ale już na drugiej rundzie biegowej dogonił Koivurantę i Lamy-Chappuis. Następnie przez kolejne kilometry trzymał się obu zawodników, by ostatecznie zaatakować na ostatnim okrążeniu. Amerykanin zwyciężył różnicą 7,2 sekundy nad Finem. O 11,5 sekundy gorszy od zwycięzcy był Jason Lamy-Chappuis. Dzień później ponownie na skoczni najlepszy był Koivuranta. Drugi był Pavel Churavý. Blisko był również Demong. Bardzo słabo na skoczni spisał się Moan, który po serii skoków stracił do prowadzącego Fina, aż minute i pięćdziesiąt jeden sekund. Tym razem Demongowi nie udało się wyprzedzić Fina na trasie biegu, choć do końca walczył o miejsce na podium. Najlepiej na trasie spisał się Magnus Moan, który na ostatniej prostej wyprzedził najpierw Demonga, a na linii mety wyprzedził Koivurantę. O zwycięstwie decydował zapis fotokomórki.
 Vikersund

14 i 15 marca 2009 roku odbyły się dwa ostatnie konkursy Pucharu Świata w kombinacji norweskiej. Tuż przed tymi zawodami wiadomo było, że tylko dwóch zawodników miało szanse na zdobycie kryształowej kuli, ale już po pierwszym konkursie można się było spodziewać zwycięstwa w klasyfikacji generalnej Anssi Koivuranty. Fin w swoim skoku poleciał na odległość 122,5 metra. Wynik ten stał się rekordem skoczni. Pozostali zawodnicy skakali co najmniej sześć metrów krócej. Drugi był Bieler, a trzeci Klemetsen. Magnus Moan był dopiero 24. i ze stratą 1:45 min. nie udało mu się dogonić Koivuranty. Ostatecznie zwyciężył Koivuranta, przed Demongiem i Moanem. W tym momencie Fin miał już 99 punktów przewagi nad Moanem i tylko katastrofa mogła odebrać kryształową kulę Anssiemu. Ta jednak się nie zdarzyła, w drugim biegu Moan biegł słabo i zajął trzynaste miejsce, a Fin ósme. O zwycięstwo walczyło dwóch zawodników Amerykanin Bill Demong oraz Norweg Petter Tande. Ostatecznie wygrał ten pierwszy wyprzedzając o prawie dziesięć sekund Tande, tuż za nim znalazł się Mikko Kokslien, który po skokach tracił minutę i 32 sekundy i startował jako 34.

## Kalendarz i wyniki
| Lp. | Data                     | Miejscowość             | Konkurencja                                                                | 1. miejsce                                                                 | 2. miejsce                                                                 | 3. miejsce                                                                 |
| --- | ------------------------ | ----------------------- | -------------------------------------------------------------------------- | -------------------------------------------------------------------------- | -------------------------------------------------------------------------- | -------------------------------------------------------------------------- |
| 1.  | 29 listopada 2008        | Ruka                    | K120/10 km                                                                 | Ronny Ackermann                                                            | Janne Ryynänen                                                             | Anssi Koivuranta                                                           |
| 2.  | 30 listopada 2008        | Ruka                    | K120/10 km                                                                 | Anssi Koivuranta                                                           | Janne Ryynänen                                                             | Daito Takahashi                                                            |
| 3.  | 6 grudnia 2008           | Trondheim               | K120/10 km                                                                 | Magnus Moan                                                                | Jason Lamy Chappuis                                                        | Anssi Koivuranta                                                           |
| 4.  | 7 grudnia 2008           | Trondheim               | K120/10 km                                                                 | Anssi Koivuranta                                                           | Björn Kircheisen                                                           | Jason Lamy Chappuis                                                        |
| 5.  | 13 grudnia 2008          | Liberec                 | K120/10 km                                                                 | odwołany                                                                   | odwołany                                                                   | odwołany                                                                   |
| 6.  | 14 grudnia 2008          | Liberec                 | K120/10 km                                                                 | odwołany                                                                   | odwołany                                                                   | odwołany                                                                   |
| 7.  | 20 grudnia 2008          | Ramsau                  | K90/10 km                                                                  | Bill Demong                                                                | Björn Kircheisen                                                           | Jan Schmid                                                                 |
| 8.  | 21 grudnia 2008          | Ramsau                  | K90/10 km                                                                  | Björn Kircheisen                                                           | Bill Demong                                                                | Jason Lamy Chappuis                                                        |
| 9.  | 27 grudnia 2008          | Oberhof                 | K120/10 km                                                                 | Magnus Moan                                                                | Todd Lodwick                                                               | Anssi Koivuranta                                                           |
| 10. | 28 grudnia 2008          | Oberhof                 | K120/10 km                                                                 | Anssi Koivuranta                                                           | Todd Lodwick                                                               | Jason Lamy Chappuis                                                        |
| 11. | 3 stycznia 2009          | Schonach im Schwarzwald | K90/4x5 km                                                                 | Niemcy Georg Hettich · Eric Frenzel · Björn Kircheisen · Tino Edelmann     | Norwegia Jan Schmid · Petter Tande · Håvard Klemetsen · Magnus Moan        | Austria Lukas Klapfer · Bernhard Gruber · Wilhelm Denifl · Mario Stecher   |
| 12. | 4 stycznia 2009          | Schonach im Schwarzwald | K90/10 km                                                                  | Anssi Koivuranta                                                           | Bill Demong                                                                | Björn Kircheisen                                                           |
| 13. | 10 stycznia 2009         | Val di Fiemme           | 10km/K120                                                                  | Björn Kircheisen                                                           | Bernhard Gruber                                                            | Jan Schmid                                                                 |
| 14. | 11 stycznia 2009         | Val di Fiemme           | K120/10 km                                                                 | Magnus Moan                                                                | Jan Schmid                                                                 | Pavel Churavý                                                              |
| 15. | 16 stycznia 2009         | Whistler                | K125/10 km                                                                 | Bill Demong                                                                | Anssi Koivuranta                                                           | Björn Kircheisen                                                           |
| 16. | 17 stycznia 2009         | Whistler                | K125/10 km                                                                 | Magnus Moan                                                                | Björn Kircheisen                                                           | Bill Demong                                                                |
| 17. | 31 stycznia 2009         | Chaux-Neuve             | K90/10 km                                                                  | Magnus Moan                                                                | Anssi Koivuranta                                                           | Björn Kircheisen                                                           |
| 18. | 1 lutego 2009            | Chaux-Neuve             | K90/10 km                                                                  | Anssi Koivuranta                                                           | Christoph Bieler                                                           | Magnus Moan                                                                |
| 19. | 7 lutego 2009            | Seefeld                 | K90/10 km                                                                  | Mario Stecher                                                              | Lukas Klapfer                                                              | Jan Schmid                                                                 |
| 20. | 8 lutego 2009            | Seefeld                 | K90/10 km                                                                  | Magnus Moan                                                                | Mario Stecher                                                              | Anssi Koivuranta                                                           |
| 21. | 14 lutego 2009           | Klingenthal             | K125/10 km                                                                 | Anssi Koivuranta                                                           | Magnus Moan                                                                | Jan Schmid                                                                 |
| 22. | 15 lutego 2009           | Klingenthal             | K125/10 km                                                                 | Bill Demong                                                                | Jason Lamy Chappuis                                                        | Pavel Churavý                                                              |
| MŚ  | 18 lutego – 1 marca 2009 | Liberec                 | Kombinacja norweska na Mistrzostwach Świata w Narciarstwie Klasycznym 2009 | Kombinacja norweska na Mistrzostwach Świata w Narciarstwie Klasycznym 2009 | Kombinacja norweska na Mistrzostwach Świata w Narciarstwie Klasycznym 2009 | Kombinacja norweska na Mistrzostwach Świata w Narciarstwie Klasycznym 2009 |
| 23. | 6 marca 2009             | Lahti                   | K116/10 km                                                                 | Bill Demong                                                                | Anssi Koivuranta                                                           | Jason Lamy Chappuis                                                        |
| 24. | 7 marca 2009             | Lahti                   | K116/10 km                                                                 | Magnus Moan                                                                | Anssi Koivuranta                                                           | Bill Demong                                                                |
| 25. | 14 marca 2009            | Vikersund               | K105/10 km                                                                 | Anssi Koivuranta                                                           | Bill Demong                                                                | Magnus Moan                                                                |
| 26. | 15 marca 2009            | Vikersund               | K105/10 km                                                                 | Bill Demong                                                                | Petter Tande                                                               | Mikko Kokslien                                                             |

## Klasyfikacje
| Lp. | Zawodnik            | Punkty |
| 1.  | Anssi Koivuranta    | 1461   |
| 2.  | Magnus Moan         | 1350   |
| 3.  | Bill Demong         | 1160   |
| 4.  | Björn Kircheisen    | 957    |
| 5.  | Jason Lamy Chappuis | 806    |
| 6.  | Mario Stecher       | 630    |
| 7.  | Jan Schmid          | 622    |
| 8.  | Tino Edelmann       | 593    |
| 9.  | Bernhard Gruber     | 524    |
| 10. | Pavel Churavý       | 498    |

| Lp. | Zawodnik          | Punkty |
| 1.  | Niemcy            | 3402   |
| 2.  | Norwegia          | 3344   |
| 3.  | Austria           | 2989   |
| 4.  | Finlandia         | 2374   |
| 5.  | Stany Zjednoczone | 1807   |
| 6.  | Francja           | 1763   |
| 7.  | Japonia           | 992    |
| 8.  | Czechy            | 799    |
| 9.  | Szwajcaria        | 435    |
| 10. | Włochy            | 163    |

## Starty Polaków
| Zawodnik         | Ruka 29.11 | Ruka 30.11 | Trondheim 06.12 | Trondheim 07.12 | Ramsau 20.12 | Ramsau 21.12 | Oberhof 27.12 | Oberhof 28.12 | Schonach 04.01 | Val di Fiemme 10.01 | Val di Fiemme 11.01 | Vancouver 16.01 | Vancouver 17.01 | Chaux-Neuve 31.01 | Chaux-Neuve 01.02 | Seefeld 7.02 | Seefeld 8.02 | Klingenthal 14.02 | Klingenthal 15.02 | Liberec MŚ 19.02 | Liberec MŚ 22.02 | Liberec MŚ 28.02 | Lahti 06.03 | Lahti 04.03 | Vikersund 14.03 | Vikersund 15.03 |
| Marcin Mąka      | –          | –          | –               | –               | –            | –            | 49            | –             | –              | –                   | –                   | –               | –               | –                 | –                 | –            | –            | –                 | 41                | –                | –                | –                | –           | –           | 50              | 47              |
| Wojciech Cieślar | –          | –          | –               | –               | –            | –            | 52            | –             | –              | –                   | –                   | –               | –               | –                 | –                 | –            | –            | –                 | –                 | –                | –                | –                | –           | –           | –               | –               |
| Tomasz Pochwała  | –          | –          | –               | –               | –            | –            | –             | –             | –              | –                   | –                   | –               | –               | –                 | –                 | –            | –            | –                 | dns               | –                | –                | –                | –           | –           | –               | –               |
| Adam Cieślar     | –          | –          | –               | –               | –            | –            | –             | –             | –              | –                   | –                   | –               | –               | –                 | –                 | –            | –            | –                 | –                 | –                | –                | –                | –           | –           | 46              | –               |
| Paweł Słowiok    | –          | –          | –               | –               | –            | –            | –             | –             | –              | –                   | –                   | –               | –               | –                 | –                 | –            | –            | –                 | –                 | –                | –                | –                | –           | –           | –               | 56              |